# A Religiosa
A Religiosa (em francês: La Religieuse) é um romance do filósofo e escritor francês Denis Diderot, publicado, a título póstumo, em 1796, inspirado parcialmente na história de sua irmã que morreu louca em um convento.
Neste romance, a irmã Susana denuncia a imoralidade da vida monacal quando não escolhida por vocação. Esta narrativa foi adaptada para o cinema em 1955, com a participação de Anna Karina e a realização de Jacques Rivette.